# Cladocoryne simplex
Cladocoryne simplex är en nässeldjursart som beskrevs av Perrier 1886. Cladocoryne simplex ingår i släktet Cladocoryne och familjen Cladocorynidae. Inga underarter finns listade i Catalogue of Life.